# Argiletum
Het Argiletum was een belangrijke doorgaande straat in het antieke Rome. 
De straat liep van het Forum Romanum door de Subura en was de hoofdroute
door deze wijk, voordat hij overging in de Clivus Suburanus. 
De loop van het Argiletum volgde ruwweg de loop van de Cloaca Maxima. Het
begin van de straat werd in later jaren veranderd in een forum, het Forum van Nerva of
ook wel het Forum Transitorium (doorgangsplein).
Er zijn twee theorieën over de oorsprong van de naam Argiletum. 
De eerste is afkomstig van Vergilius, 
die in zijn Aeneis schrijft dat het betrekking heeft op de gewelddadige dood van
Argus, argi letum, door de hand van Evander. 
Een meer wetenschappelijke benadering houdt het op een afkomst van 
argilla (klei), die in de buurt aanwezig was. 

## Referentie
- (en)  S. Ball Platner (1929): Argiletum. In: T. Ashby (ed. rev.), A Topographical Dictionary of Ancient Rome. London: Oxford University Press; pp. 53‑54.